# Sette giorni della settimana
Sette giorni della settimana (Siedem dni w tygodniu) è un cortometraggio documentario del 1988 diretto da Krzysztof Kieślowski.